# Badesi
Badesi település Olaszországban, Szardínia régióban, Olbia-Tempio megyében. Lakosainak száma 1821 fő (2023. január 1.). Badesi Valledoria, Trinità d’Agultu e Vignola és Viddalba községekkel határos.

## Népesség
A település népességének változása:
| Lakosok száma | 1847 | 1873 | 1821 |
|               | 2017 | 2018 | 2023 |